# هورسشو
هورسشو (بالإنجليزية: Horseshoe Beach)‏ هي مدينة أمريكية تقع في ولاية فلوريدا. تبلغ مساحة هذه المدينة 0.6 (كم²)،ويبلغ عدد سكانها 206 نسمة حسب إحصاء سنة 2010 م 206.تشير إحصاءات سنة 2000م بأن الكثافة السكانية في هذه المدينة تقدر بـ(343.3) نسمة/كم2 